# アイスマン (漫画)
『アイスマン』（ICE MAN）は、くじらいいく子による日本の漫画。『週刊ヤングサンデー』（小学館）にて1996年14号から1997年10号まで連載された。
部員の足りない弱小の高校アイスホッケー部に身体能力の高い素人が転入し、その才能の開花に伴い試合で勝ち進んでいく様を、コメディタッチを多く含みつつ描かれている。試合に関しての主な描写は「新人戦関東大会」3試合となっている。主人公の所属するチームは最終的に9人になるが、基本的には女子1人を含めた、たった7人で試合を行う。また、いじめに関するエピソードもあり、多くのページ数が割かれている。

## あらすじ
千鳥横浜高校アイスホッケー部の伊達 瓶太郎はスケートセンターへ向かう最中に、大きな魚（ヒラマサ）を担いだバカで大柄な男と出会う。男は近くに氷のある場所を教えろと迫り、瓶太郎は焦ってスケートセンターと答えて逃走する。アイスホッケーの試合会場まで追いかけてきたその男はなんと父親違いの兄・郷田 弾だった。弾は海で遭難した父の葬式代わりに父の好きだったヒラマサを弟に食べさせるために北海道の釧路から訪れた。用を済ませ釧路へ戻るつもりだったが、心残りがひとつあった。瓶太郎が出場していた練習試合にいた横田 まひるに一目惚れしていたのである。そこへ病欠した選手の代わりを探していたまひるが現れ、弾はアイスホッケーの試合に出る事になり神奈川へ残る。弾が入部し公式戦へ出場可能な人数が揃ったアイスホッケー部は新人戦へとエントリーする。

## 登場人物

### 千鳥横浜高等学校
神奈川県にある共学の高等学校。学校の愛称は「チーハマ」。

#### アイスホッケー部
創部10年、インターハイ予選、新人戦ともに全て初戦で大敗している弱小チーム。部員も少なく弾や女子のまひるを含めてやっと1セット分の6人という状態である。試合の人数が足りないときは野球部に助っ人を頼んでいた。新入部員は20人いたが辞めずに残ったのは瓶太郎のみとなっている。また、監督のプライベートな暴走により新人戦で決勝戦まで行かなければ廃部することになった。練習は「港横浜スケートセンター」を利用する。
郷田 弾（ごうだ だん）
本作の主人公。2年生。背番号1。大柄で髪型はモヒカン、目は細く吊り上っていて耳が大きく眉毛が太い。頭が悪く豪放な性格。高校に通いながら釧路の魚市場で働いていた。漁師の父は海で遭難し作中では故人として扱われる。父親は違うが瓶太郎の母の子であり、瓶太郎の兄にあたる。大型魚もさばける。まひると出会い釧路には戻らずアイスホッケーをやることを決心する。北海道出身だがアイスホッケーどころかスケートすらやった事が無く、初期はハイスピードで滑りながらも何かにぶつかるまで止まる事ができなかった。その体格により繰り出されるボディチェックは強力で強豪チームの選手も吹き飛ばす。シュートの才能もあり、練習により上達していく。ポジションはディフェンス。スティックハンドはレフトハンド。転入後はまひると同じクラスに所属。身長180cm、体重74kg、視力2.0。靴のサイズは28cm、食べ物の好き嫌いは無い。
伊達 瓶太郎（だて びんたろう）
NHLで選手になることを夢見る高校1年生。背番号27。レフトハンド。背が低く小柄で髪は坊ちゃん刈りで額が広く不細工。目は細く吊り上っていて眼鏡をかけている。ボディチェックする際に逃げ腰で目をつむるため当たりが弱い。現実が見えておらず、生意気。まひるに対しては憧れからの恋愛感情があり、初期は弾のアイスホッケー部入部へ反対していた。母、信用金庫に勤める父と暮らしている。入学して間もなくいじめを受けている。魚アレルギー持ち。
横田 まひる（よこた まひる）
2年生。背番号16。センター。ロングヘアの女子生徒。チームで1番スケーティングが上手く、超高校級のスラップショットが撃てる。フィギュア経験者であり、当時コーチだった母親に体重増加100gにつき1時間の練習延長といった行き過ぎた指導をされており、トラウマのため今でも食事を多く取ると嘔吐する。そのため筋力がつかず、ボディチェックに弱い。基本はレフトハンドだが、持ち替えてシュートする描写も多い。弾からは「」（ほっけ）というあだ名で呼ばれる。
鬼貝 一平
3年生。背番号9。キャプテン。ライトウイング。長髪に細目で頬がこけている。レフトハンド。
藪木 丈太郎（やぶき -）
2年生。背番号40。ゴーリー。やや背が高い。
大堀 二郎（おおぼり -）
3年生。背番号7。ディフェンス。レフトハンド。語尾に「ゲス」をつけて話す。眉毛が太く、無精髭を生やしており下唇が厚い。スティックに八つ当たりする癖があり何本も折っている。登場間もない頃は弾に虎魚（おこぜ）とあだ名をつけられていた。応援に来る陽子を気に入っている。
ヨーダ
監督。医者に飲酒を止められているが、ウイスキーを携帯してよく飲んでいる。その昔「氷上のアライグマ」と言われた。あだ名は映画『スター・ウォーズ・シリーズ』のヨーダから。
寒林（かんばやし）
上級生。背番号77。センスのいいライトウイングだったがチームが弱すぎるため呆れて辞めていた。長髪で鼻と顎に髭を生やしており耳にはピアスを装着している。女との手切れ金を監督に借りており、入部して極東高校戦に勝たなければ高い利息を払わされる。1年生の時に同校と対戦し鼻骨を骨折した。

#### その他
陽子（ようこ）
まひるの友人。パーマヘアで厚い唇と吊り目が特徴のブス。よく試合を見に来る。寒林の事を気に入っている。
世戸（せと）
瓶太郎と同じクラスの1年生。瓶太郎に陰湿ないじめを行っていた。瓶太郎の目の前でスティックを折り、アイスホッケー用バッグを焼却炉に入れて燃やそうとした。後から現れた弾に迫られて驚き、階段から転げ落ちて大怪我をし、松葉杖や包帯をした状態で新人戦の応援をやらされる事になる。試合後、新入部員となる。黒髪で左目の下にほくろがある。背番号2。
天保（てんぽ）
世戸と供に瓶太郎をいじめており、怪我をし、応援させられ、アイスホッケー部に入部する。パーマヘアで眉毛を薄く剃り、吊り目で頬骨が張っている。背番号3。
SAMURAI
弾がアイスホッケーで活躍して学校で有名になったことを妬み、パソコンを駆使した嫌がらせを行う3人組。弾の罠にハマり落とし穴に落とされる。直後、弾といじめに関する話し合いをするも解り合えず、隙を見て脱出を試みた所を瓶太郎に大型スコップで殴られる。

### 銚子浦高校
千葉県の高等学校。部員は30人で大半が暴走族出身でコーチが4人もいる。監督はサングラスにスキンヘッドとチンピラのような言動や風貌をしている。「千葉スケートセンター」で練習をする。
岩月（いわつき）
キャプテン。背番号99。モヒカン風の髪型で顎が長い。眉毛がつながっている事を気にしている。

### 極東高校
偏差値の高い栃木県の高等学校。関東最強のアイスホッケーチームであり「氷上の殺し屋」の異名を持つ。選手は全員頭を丸刈りにしている。得点しても誰一人喜ばない。千鳥横浜高校との試合に出たのは全員1年生。監督は選手は黙って指示通りに動けばいいという信条であり、シュートする選手をベンチから指示して遊んでいる。
刈谷
1年生。背番号30。ポイントゲッター。感情を抑えていたが、憤りを感じた弾に絡まれ徐々に我慢ができなくなる。弾の行動に目をとられた隙にパックを奪われた為、チームや応援席から無言の責め立てを受けた。その後、弾との1対1の争いに夢中になりサインを無視するようになる。

### 早慶大高等学校
アイスホッケー部には高校代表が数名いる。
工藤 ひとみ（くどう ひとみ）
アイスホッケー部の女子マネージャー。北海道出身だが父親の転勤により一家で東京へ引っ越す。弾のいじめのせいで昔の兄でなくなったため「兄が殺された」と主張する。一郎に弾の試合を見に来て欲しいと思う瓶太郎から会話の流れで出まかせの告白をされた。
工藤 一郎（くどう いちろう）
ひとみの兄。弾の同級生であり親友。おとなしい性格。全く泳げなかった中学校3年生の頃、プールの授業で必死に端に掴まろうとした手を何度も弾に払われた。周りの生徒が気づいて救出したものの大量に水を飲んでおり救急車で運ばれた。命に別状は無かったが卒業式にも出席せず東京へ引っ越した。弾は仲直りするため小学生の頃に父親から買ってもらった宝物であるリールを渡そうとしていたが一郎は約束の場所に来なかったため渡せなかった。愛車はホンダ・CBR。

### その他の人物
ジャン・キング
長野オリンピックアイスホッケー日本代表の監督。額がやや禿げ上がっており、髭面で丸いサングラスをかけている。就任間もないが新人戦を視察するために訪れた。飽きて東京タワーの観光に向かおうとしたが、弾の無我夢中なプレーを見て気が変わる。また、次の試合でも弾のプレーを見るために会場へ足を運んだ。

## 用語解説
新人戦
「アイスホッケー新人戦関東大会」。東京都の東伏見アイスアリーナで行われる。

## 単行本
週刊ヤングサンデー#ヤングサンデーコミックス（小学館）より全4巻。第1巻から第3巻までは巻末に1ページのおまけページが掲載されている。
1. 1996年8月5日発売 ISBN 978-4-09-152001-2
2. 1996年9月14日発売 ISBN 978-4-09-152002-9
3. 1996年12月7日発売 ISBN 978-4-09-152003-6
4. 1997年4月18日発売 ISBN 978-4-09-152004-3